# 多雷斯羅薩
多雷斯羅薩（Dressrosa）是尾田榮一郎的動漫作品《ONE PIECE》中的虛構島嶼。

## 創作概念
取自西班牙和義大利，飲食、服裝、文化、舞蹈處處展現濃厚的西班牙風，德雷斯羅薩的民房採用巴塞隆納的高第建築，鬥牛角鬥場則是取自羅馬的圓型競技場，西班牙在一战時期更有「玩具王國」之稱，值得一提的是作者也利用了故事中的「妖精偷竊事件」講述兩國近來嚴重的治安問題。

## 島嶼概要
多雷斯羅薩是草帽海賊團人進入新世界後的第三站，是座具有度假風情的島嶼，附近的海岸有著大量的蕈狀岩，時任王下七武海成員唐吉訶德·多佛朗明哥的根據地，並在此就任國王，並在此設立製造人工動物系惡魔果實「SMILE」的工廠。為擁有參與世界會議的權利的諸多國家之一。

### 命名
島嶼名稱前段的「dress」在英語裡有裝扮、裝飾、盛裝之意（在日語裡則是連身裙的意思），後段的「rosa」為拉丁語的玫瑰。順便一提，魯夫將「多雷斯羅薩（ドレスローザ）」唸成「多雷斯羅巴（ドレスローバ）」，連帶讓羅賓聯想到「穿著洋裝的老婆婆」。

### 歷史
- 原本是800年前創立「世界政府」的20位國王之一族（創造主）的「唐吉訶德」一族的統治之地[4]。900年前統治此處的唐吉訶德一族發現渡海遷居於格林比特叢林的小人族頓達塔族，將其做為奴役使喚與剝削所得，直至800年前當地皇族「利克一族」接替遷居聖地馬力喬亞的唐吉訶德一族治理該島，解放被虐待的頓達塔族，允許後者可任意取用國境裡的物資，雙方為此成為世交，加上利克一族不吝援助鄰近國度，令多雷斯羅薩維持長達790年的和平盛世[5]。傳位至利克‧德爾多三世時，多雷斯羅薩和普羅丹斯王國正式建交。
- 第二部劇情10年前，多佛朗明哥率軍攻破推翻「利克一族」，命令惡魔果實能力者砂糖將部分當地居民變成有生命力的玩偶（其中部分則被多佛朗明哥旗下勢力所奴役），形成當地居民習慣和具有生命力的玩偶共存的奇異景像，多雷斯羅薩因此緣故有著「愛與激情與玩具之國」的稱呼。另一方面，多佛朗明哥為生產人造惡魔果實「SMILE」，將許多頓達塔族人囚禁於「SMILE」工廠裡奴役，普羅丹斯王國亦和利克一族失去聯繫。
- 草帽海賊團和哈特海賊團偕同競技場參賽選手和頓達塔族同盟擊潰多佛朗明哥後，許多被惡魔果實能力者變成玩具的國民和外地人士得以恢復原型，被奴役的頓達塔族人獲得釋放，普羅丹斯王國和利克一族因此事件再度取得聯繫和復交。多佛朗明哥被送至推進城監禁，旗下勢力亦隨之瓦解，間接造成多佛朗明哥和四皇海道的合作契約破局。原本被迫讓位的多雷斯羅薩統治者利克‧德爾多三世則在民眾的請願中復位，此次事件稱為「多雷斯羅薩事件」。

### 文化
- 島上遍佈著鮮花的芬香，以珍饈美食聞名的「ONE PIECE」世界。除了美食與音樂的圍繞，年輕女性與性感熱辣的舞姿更是一大賣點，她們非常擅長類似於現實佛朗明哥的舞蹈，然而，正呼應其別名「愛與激情的島嶼」，對愛情的過分執著卻也造就女人們強大的嫉妒心，只要被男人背叛就會做出刺殺對方的恐怖行為，越是美麗的女人就越兇狠，可謂愛恨分明，所以發生情感糾紛乃至於為此發生肢體衝突事件是常有之事。
- 多佛朗明哥推翻「利克一族」並統治多雷斯羅薩的時期，命令惡魔果實能力者砂糖將半數當地居民變成有生命力的玩偶，實施人類與玩具的分隔禁令。有的玩偶兵還會擔任城市裡的巡守維護秩序，當地最著名的是被稱為「雷兵隊」的玩偶兵，他們鎮守多雷斯羅薩的鬥牛鬥技場，對於禁止進入會場又屢勸不聽的人通常都會以武力驅趕。自700年前起迄今，島上的居民仍相信著妖精的存在和傳說[6][7]。並視妖精為當地守護神，對於妖精的一些惡作劇（例如偷竊行為）也毫不在意。由該國的繁榮盛況可以看出多佛朗明哥雖然身為兇殘的海賊，對於國家治理卻十分的用心。該國人民最大的娛樂，便是在鬥牛鬥技場觀賞被稱為「劍鬥士」的戰士武鬥賽，據「海賊貴公子」卡文迪許所述，看似平常的鬥技場，卻是個會大大顯露出人類醜惡的本性的地方，武鬥賽是一場表演秀，再多的盔甲和武器，對於追求「血」的觀眾來說都毫無意義，劍鬥士不過是個「觀賞品」，只有輸家的鮮血才能讓觀眾亢奮。
- 多佛朗明哥和旗下勢力於「多雷斯羅薩事件」被推翻後，復位的利克‧德尔多三世和頓達塔族族長甘裘藉此機會向國民們公開介紹小人族的存在，多雷斯羅薩的國民開始和頓達塔族人共同生活在國境裡，令該國的稱呼從「愛與激情的玩具之國」變為「愛與熱情的妖精之國」[8]。

### 地理
- 格林比特（Green Bit）

位於多雷斯羅薩北面的孤島。僅以一座鋼鐵吊橋和本島相連，原本當地居民能夠相安無事地通過該座橋，但在200年前，吊橋的水域周圍開始出現成群結隊且性情兇猛的鬥魚，能夠輕易地令往來的船隻翻覆，因此船隻無法進入此處，即便是當地居民也不會貿然通過該座吊橋。島上隱居著壽命可長達150幾年的小人族「頓達塔族」。
- 鬥牛鬥技場（Corrida Colosseum）

多雷斯羅薩的大型競技場，平時都是劍鬥士的武鬥賽，偶爾也會舉行大型的比賽。選手們可在戰鬥準備室挑選自己需要的裝備，但要是裝備超過特定重量，管理人員會出面勸導選手取下多餘的裝備，直到符合規定標準為止。倘若參賽者違反比賽規則，例如選手在開賽前因私人恩怨的械鬥，或是發表過激言論，將會被管理人員取消參賽資格並強制驅離競技場。多佛朗明哥在任時期，因為比賽內容過於血腥暴力，兒童被禁止入內觀看，場外皆有名為「雷兵隊」的玩具士兵鎮守。同時多佛朗明哥還訂下一套獨斷法律，令場內即使發生重大犯罪事件海軍及警察皆無法可管，還將違逆多佛朗明哥的利克王朝士兵們限制在鬥技場裡作為競技場鬥士，至死方休。隨著多佛朗明哥被擊潰和利克·德爾多三世復位，場內的不合理法規亦跟著被廢除。
此處安置著傳說的鬥劍士「居魯士」的銘文銅像，環繞在競技場地附近的水池，棲息著兇猛的鬥魚群，選手們只要在戰鬥其間不慎落入水池，就算淘汰出局，而且還會面臨鬥魚群的追殺。
多雷斯羅薩事件前舉辦的該次競賽，因多佛朗明哥拿出已故白鬍子海賊團第二隊長「火拳」艾斯惡魔果實能力「火焰果實」引來各方勢力參加競賽，參加人數計有556人，共分成ABCD四組，由這四組當中四個人脫穎而出爭奪「火焰果實」。最終火焰果實被和魯夫交換身份的革命軍參謀長薩波奪得服下。
- 花田

長滿大片向日葵花海的郊外地區，居魯士、絲卡蕾特、蕾貝卡一家隱居生活的地方。絲卡蕾特過身後，居魯士和小人族頓達塔族於此建立秘密基地，商討對抗唐吉訶德家族的計畫。
- 人工惡魔果實「SMILE」工廠

多佛朗明哥在任時期設置，用來製作人工惡魔果實「SMILE」，藉此和四皇之一的「百獸」凱多達成交易協議。後來在多雷斯羅薩事件裡被魯夫等人聯合競技場參賽成員和小人族組成的反抗聯軍摧毀。

## 角色介紹

### 利克一族
利克·德爾多三世（Riku Dold III）
聲優：廣瀨正志〈第636～660話〉→銀河萬丈〈第666話～〉（日本）；孫中台（台灣）
年齡：60歲，生日：6月27日，身高：261公分，星座：巨蟹座，血型：S型，出身地：偉大航路「多雷斯羅薩王國」，喜歡的食物：西班牙冷湯。
多雷斯羅薩王國的前前任和現任國王，又稱「利克王」，為絲卡蕾特和碧歐菈的父親、蕾貝卡的祖父，慣用武器為單手劍。年輕時期曾在鬥技場和居魯士正面交鋒並敗給對方，但因為居魯士對其手下留情，轉而邀請對方成為皇家護衛。
10年前多佛朗明哥突然現身於他的面前，被威脅在一天裡湊齊100億貝里的巨款，否則將率兵攻佔多雷斯羅薩，利克王顧及國民安危懇求多雷斯羅薩國民將身邊所有的現金悉數繳納給他，卻因此落入多佛朗明哥的下懷，遭其運用惡魔果實的能力控制行動殺害旗下士兵和國民，甚至還在城鎮裡引發縱火事件，令全國人民對其昏庸無道的作為感到相當不齒，最終多佛朗明哥趁勢推翻他的政權，結束利克王族數百年來統治多雷斯羅薩的歷史。
在利克王族政權被推翻後，其眷屬陸續遭多佛朗明哥家族的成員追殺，利克王因無路可去繼而輾轉來到鬥技場，化名「利奇」擔任劍鬥士，為不讓國民認出他而配戴遮住雙眼以下的面具。後來參加爭奪「燒燒果實」競賽的參賽者，為B區選手，正式開賽後以一把沒有刀刃的劍打敗其他劍鬥士，後對上布魯基利反被其攻擊戰敗，自稱自己上年紀而變得不中用。
事後和其餘戰敗選手們被推進堆滿廢棄玩具的處理廠底部，隨即被多佛朗明哥脅持至皇宮裡，後被潛進皇宮的魯夫人所救。當多佛朗明哥被魯夫打敗後，在民眾及海軍上將「藤虎」的幫助下而再度復位。
前往參加世界會議時，和伊力薩貝羅二世相約同行，偕同居魯士等人出席世界會議，在世界會議前夕和「藤虎」與阿拉巴斯坦王國國王寇布拉會面。
利克·瑪翠雅琪（Riku Matriarch）
多雷斯羅薩王國前任利克王妃，絲卡蕾特和碧歐菈的母親、蕾貝卡的祖母。已故，僅於回憶中短暫登場，名字於動畫版提及。
居魯士（Kyros）
聲優：小山力也（日本）；宋克軍（台灣）
年齡：44歲，生日：9月22日，身高：298公分，星座：處女座，血型：S型，出身地：偉大航路「多雷斯羅薩王國」，喜歡的食物：貝類料理。
利克一族姻親，絲卡蕾特的丈夫，蕾貝卡的父親。最初以指名通緝的「單腳士兵」身分登場，通稱「憤怒的雷兵」，佛朗基稱其為「兵哥兒」、頓達塔族稱其為隊長。真實身份是鬥技場最強的傳說知名鬥劍士「居魯士」，在居魯士還是人類前以劍鬥士的身份在鬥牛鬥技場取得三千場連勝，盾牌完全不能防禦居魯士的斬擊，可以和魚人在水裡對戰。擅長劍術，動作敏捷，可以單憑一隻腳跑到鬥技場。
在他15歲的時候因為好朋友被別人殺死而復仇殺人變成殺人犯，用帶釘子的鈍器擊傷利克王的頭，士兵要求開槍射殺被利克王阻止，後居魯士被帶到鬥技場，成為鬥技場的劍鬥士，利克王許諾如果居魯士得到100連勝就還居魯士自由。
再4個月後就拿下一百連勝，但因為自己是殺人犯的身份被人討厭而選擇留在鬥技場，第4年就取得一千連勝，出來鬥技場後在自己的好朋友墳墓前痛哭，利克王也會陪著居魯士。在第三千場場戰鬥的時候利克王裝成劍鬥士利奇出場被居魯士擊敗貝利克王遂邀請居魯士成為王軍軍隊長，居魯士亦因此契機對絲卡蕾特長公主產生好感，於絲卡蕾特被海賊擄走的事件裡，獨自擊敗全部的海賊，後絲卡蕾特愛上居魯士，捨棄自己的身份和居魯士結婚，生下蕾貝卡。
10年前多佛朗明哥推翻利克王政權的時候，為拯救利克王不惜砍斷自己的左腿，就在即將取下多佛朗明哥首級的瞬間，居魯士被一旁的砂糖碰觸到身體，變成玩具「單腳士兵」，以至於他的妻女皆失去關於他的記憶。當蕾貝卡的母親絲卡蕾特被帝雅曼鐵殺害的時候，居魯士將斯卡蕾特的遺體和食物帶回蕾貝卡身邊，告訴蕾貝卡發生的真相，後一直以士兵的身份照顧和撫養蕾貝卡，教導蕾貝卡戰鬥的技巧，因為蕾貝卡被人販子綁架攻擊人類而遭到通緝。
在聽到多佛朗明哥放棄王下七武海的職位後欣喜若狂，但隨後知道是誤報之後感到絕望，為拯救在SMILE工廠受苦的頓達塔族和玩具們，居魯士和頓達塔族們暗地策劃著作戰計畫。為進入鬥技場躲開士兵的追捕，遇到在鬥技場的佛朗基，後和佛朗基一起離開鬥技場，告訴佛朗基多雷斯羅薩背後的黑暗，帶佛朗基前往隱藏在花田地底的大本營。後告訴佛朗基等人事情的真相和作戰計畫，佛朗基等人知道他們的不幸之後覺得很對不住他們。
後和頓達塔族進攻皇宮，被負責守衛的拉歐‧G擊敗，在頓達塔族戰士的掩護下繼續前進，後遭遇到古拉迪斯，在快被古拉迪斯的能力擊敗的時候被出現的魯夫所救，然後和魯夫以及碧歐菈一起逃走。在SOP作戰計畫成功後恢復原狀，並斬下假多佛朗明哥的頭，救下利克王。
在多雷斯羅薩大動盪時和魯夫等人一起前往頂端，為親自血刃殺死絲卡蕾特的仇人，將多佛朗明哥交給魯夫自己留下對付帝雅曼鐵，在戰鬥時帝雅曼鐵出手偷襲蕾貝卡，但居魯士為不讓蕾貝卡再次舉起濺血的劍刃而硬是擋下攻擊，在羅賓趕來之後將蕾貝卡託付給羅賓保護。其間帝雅曼鐵向空中拋灑鐵球雨攻擊居魯士等人，並對居魯士進行百般嘲諷和侮辱，最後被徹底激怒的居魯士以「轟雷破壞劍」終結帝雅曼鐵。
多雷斯羅薩事件落幕後，返回自己的住處休息和蕾貝卡相聚團圓。其後以護衛身份跟隨利克王出席世界會議，與途中前來護衛的克比小隊相遇，對克比的實力和不居功的謙虛性格留下深刻印象，而克比亦察覺居魯士深藏的實力，對其抱持欽佩之意。
名字取自波斯帝国的开创者居魯士大帝，玩具士兵的原型為俄罗斯作曲家柴可夫斯基的名著作《胡桃夹子》。

轟雷破壞劍
雙手緊握著劍沖向對手並給予一記強烈的斬擊，將對手的身體連同武器全部斬裂。
絲卡蕾特（Scarlett）
聲優：山崎和佳奈（日本）；詹雅菁（台灣）
年齡：25歲(已故)，生日：10月28日，出身地：偉大航路「多雷斯羅薩王國」。
多雷斯羅薩王國的第一公主，利克家族的長女、碧歐菈的姐姐、居魯士的妻子、蕾貝卡的母親。
原本對於擔任護衛的居魯士甚無好感，直至某次遭海賊綁架的時候，居魯士趕來現場擊敗所有海賊成功解救她，才真正愛上對方。為瞞過國民，利克王對外宣稱絲卡蕾特因病逝世，捨棄自己的王族身份和居魯士離開皇宮共組家庭，生下蕾貝卡。
10年前多佛朗明哥推翻利克王政權的時候，親眼目睹皇宮遭到縱火的畫面，帶著當時年幼的蕾貝卡逃離士兵的追殺，留在花田裡過著躲藏的生活，後來為取得食物供給蕾貝卡，獨自前往城裡購買糧食，卻被多佛朗明哥的旗下幹部帝雅曼鐵發現而慘遭殺害。臨終前囑咐變成單腳士兵的居魯士將購得的糧食帶給蕾貝卡，即因傷勢過重而不治身亡，其遺體連同生前購得的糧食則被單腳士兵帶回花田交給蕾貝卡。
在多雷斯羅薩篇中，帝雅曼鐵被居魯士的「轟雷破壞劍」擊敗後，頭部撞擊到絲卡蕾特墳前的塚木而昏倒。
名字來源取自英語的「猩紅色」（Scarlet）。
碧歐菈／維爾莉特（Viola / Violet）
聲優：園崎未惠（日本）；許淑嬪（台灣）；鄧潔麗（香港）
年齡：29歲，生日：4月30日，身高：178公分，星座：金牛座，血型：X型，出身地：偉大航路「多雷斯羅薩王國」，喜歡的食物：加泰隆尼亞焦糖布丁。
多雷斯羅薩王國的第二公主，现代表公主。利克家族的次女、絲卡蕾特的妹妹、蕾貝卡的阿姨。留著深色長髮，配戴頭花的舞孃。超人系「瞪瞪果實」能力者凝視人，擁有千里眼和可以透視人的內心的能力。10歲時就得到果實能力，曾利用果實能力窺視到擔任公主護衛的居魯士暗戀其姊絲卡蕾特。
10年前多佛朗明哥在多雷斯羅薩展開大屠殺時遭到俘虜，由於多佛朗明哥看上她的惡魔果實能力，碧歐菈藉此懇求多佛朗明哥保住父親的性命，選擇屈身加入唐吉訶德家族任其差遣，並化名「維爾莉特」在唐吉訶德家族「托雷波爾軍」裡擔任殺手，被唐吉訶德海賊團一般成員稱為大姐頭。
奉命負責獲取草帽海賊團和哈特海賊團聯手破壞工廠的計畫，為引香吉士上鉤故意在戀人大道上表演舞蹈，並上演一出刺殺一個男人而遭警察追捕的戲碼，成功獲得香吉士注意後，流下眼淚謊稱需要香吉士幫忙刺殺一個男人，藉著香吉士的掩護逃過警方的追緝，也如她所預料的香吉士中計，後將他打成重傷並囚禁起來。
本想利用香吉士腦中的的記憶奪取情報，卻反被香吉士滿腦子桃色思想嚇的正著，後來發現香吉士即使得知自己受騙上當，仍堅信著她當初所流下的眼淚和請求是貨真價實的信念而深受感動，就在她的部下打算拿下香吉士的瞬間，以自己的能力打倒所有人，事後她替香吉士鬆綁將早上的消息透漏給香吉士，讓其得知多佛朗明哥未退出王位的消息，暗地告知草帽海賊團關於喬菈準備搶奪千陽號至格林比特的計畫。
幫助香吉士至目的地和夥伴們會合後，碧歐菈在途中發現觀看鬥技場實況轉播的群眾對上場參賽的蕾貝卡出言謾罵，轉而開槍摧毀轉播鬥牛鬥技場戰況的螢幕，委託玩具馬將其載往王宮，協助草帽海賊團潛入唐吉訶德家族的大本營。後前往台地使用能力觀察蔓雪莉被囚禁的位置和砂糖清醒的動態，藉由能力觀察戰局。後企圖攻擊多佛朗明哥來拖延時間反遭其脅持，險遭被多佛朗明哥操控的蕾貝卡砍中之際，魯夫即時現身並制止多佛朗明哥和蕾貝卡而保住性命。
多雷斯羅薩事件落幕後，被蕾貝卡請求繼續擔任利克王族的公主。其後以王族身份跟隨偕同父親等人出席世界會議。
其本名碧歐菈取自英文的中提琴，化名維爾莉特則是取自英語的紫羅蘭。

窺心
可以透視人的內心。
熱鐵之淚·眼鯨
用灼燒的巨大眼淚形成鯨魚進行攻擊。
千里眼
能夠看見很遠的地方。
透視眼
能夠不被牆壁、衣服、肌肉等東西阻擋，讓目光直接穿透過去。
蕾貝卡（Rebecca）
聲優：林原惠（日本）；許淑嬪（台灣）
年齡：16歲，生日：8月4日，身高：171公分，星座：獅子座，血型：S型，出身地：偉大航路「多雷斯羅薩王國」，喜歡的食物：士兵先生親手做的蛋糕，霸氣：見聞色。
多雷斯羅薩王國的原公主，利克王的孫女、絲卡蕾特和居魯士的女兒。现公主薇尔莉特的贴身侍女。外號為「不敗女王」（The Undefeated Woman）和「虛幻公主」（The Phantom Princess）。
頭髮綁成分結狀的髮辮的年輕女性，身為劍鬥士穿戴古羅馬士兵風格的頭盔，身穿輕型圓鱗甲，披帶綠色的披風和金色鐵靴，使用武器是長劍和盾，與之配合將敵人推出場外，將此招命名為「背水劍舞」。
曾多次參加鬥牛鬥技場戰鬥，不僅在鬥技場上被其它劍鬥士輕視，還因長期被斯巴達欺負，受到其他劍鬥士說嘴嘲笑，所以非常討厭斯巴達，當魯夫出手教訓斯巴達後，親自向魯夫表示感謝，並提及居魯士銅像的故事，為殺死多佛朗明哥決定參加爭奪「火焰果實」競賽，為D區選手。為方便戰鬥將後面的頭髮紮成辮子，為能夠更好的使出背水劍舞而幾乎不穿戴防具，戰鬥方式和居魯士還有利克王一樣不使用盾牌而只使用劍戰鬥。
在10年前多佛朗明哥進入多雷斯羅薩的時候，被母親絲卡蕾特帶著逃跑，絲卡蕾特為尋找食物遂將蕾貝卡留在花田並吩咐她不要離開，卻因此被多佛朗明哥的旗下幹部帝雅曼鐵殺害，蕾貝卡的父親居魯士也被變成玩具而被蕾貝卡遺忘，後居魯士將絲卡蕾特的屍體帶回來，蕾貝卡為此痛哭。後居魯士隱瞞自己的蕾貝卡父親的身份守在蕾貝卡身邊，因為蕾貝卡是一個孤兒而被人販子找上抓住，居魯士因此出手攻擊人類而被通緝，為讓蕾貝卡能夠保護自己，居魯士教蕾貝卡戰鬥，為得到反抗多佛朗明哥的力量蕾貝卡不顧士兵的反對參加鬥技場的比賽爭奪燒燒果實。
在魯夫獲勝後帶著他離開，因為魯夫在老奶奶的店裡免費試吃且不準備買，而花光為數不多的錢請魯夫吃飯，她將魯夫帶往監房裡聊天，在談話時囚犯劍鬥士將魯夫抓住，蕾貝卡趁機拔出劍攻擊魯夫，反被魯夫打敗壓在身下，後蕾貝卡大哭起來，告訴魯夫她的經歷。出場競賽時被觀眾討厭憎恨，後卡文迪許阻止觀眾對她的謾罵行為。在比賽時使用背水劍舞將多名敵人擊落到場外，因為對上羅林‧羅根而不斷逃跑，與同樣是囚犯劍鬥士的艾奇莉婭聯手擊敗，後對上蘇萊曼，卻因為卡文迪許進入「第二人格」狀態用超強的劍術攻擊場上的全部選手而中斷，而場上的選手只有蕾貝卡看破卡文迪許的攻擊而躲開而順理成章的進入決賽。
在決賽時被鬥魚攻擊想要斬斷鎖鏈卻被鬥魚撞傷，在伯吉斯準備使用波動肘擊而躲到巴特洛馬的屏障後面，後蕾貝卡主動出手攻擊帝雅曼鐵，被帝雅曼鐵拿出鈍器砸碎頭盔，薩波讓巴特洛馬保護蕾貝卡，帝雅曼鐵見無法打破屏障而用殺害絲卡蕾特的事實傷害蕾貝卡，SOP作戰成功之後薩波打壞舞台，帶著蕾貝卡飛到上空，用燒燒果實的能力擊穿鬥技場地面，離開鬥技場。
多雷斯羅薩大動盪後，蕾貝卡在鳥籠內被多佛朗明哥懸賞1億，打電話詢問魯夫單腳士兵的事情，魯夫告訴蕾貝卡單腳士兵就是蕾貝卡的父親居魯士。為將羅的鑰匙送到魯夫手上，和羅賓、巴特洛馬使用頓達塔族黃色卡布獨角仙部隊離開，在飛行過程中遇到古拉迪斯，因此和羅賓還有巴特洛馬失散，獨自一人落到皇宮前的花田裡，遇到帝雅曼鐵。蕾貝卡知道自己打不過而使勁逃跑，帝雅曼鐵不斷地提起已故的絲卡蕾特傷害蕾貝卡，居魯士及時趕到砍傷帝雅曼鐵的手臂救下了蕾貝卡。後一度遭多佛朗明哥運用惡魔果實能力操控行動準備砍向碧歐菈，但被魯夫和羅即時現身阻止。
多雷斯羅薩落幕後，原一度被封為利克王族的公主，但是蕾貝卡因為希望和父親共同生活，選擇讓碧歐菈接替公主的頭銜，經由魯夫的帶領和居魯士重逢。其後以侍女身份偕同利克王族出席世界會議，偶遇前來護衛的克比小隊，因為和魯夫等人的交集經驗，和克比、多魯頓、古蕾娃、薇薇、白星等人有著良好互動，其中更與薇薇、白星共同聊及魯夫，並面對惡意挑釁薇薇的邪惡黑磁鼓王國國王瓦波爾和後者的王妃金德瑞拉，以及對試圖綁架白星未遂的天龍人查爾羅斯聖感到相當憤怒。

### 王國自衛隊
譚克·勒潘陀（Tank Lepanto）
聲優：酒井敬幸（日本）；符爽→孫中台（台灣）
生日：11月28日。
多雷斯羅薩王國自衛隊隊長，原利克王軍的軍隊長，是一名三分頭、倒叉鬚的壯漢男子，使用武器是附有大型尖刺鐵球的鎖鍊。
當多佛朗明哥成為國王時，基於保護碧歐菈安全選擇效忠，並開始以貪財輕義示人。參加爭奪「燒燒果實」競賽的參賽者，B區選手，在競賽期間收受普羅田斯王國軍師達伽瑪的賄絡對上貝拉密，但隨即被中途亂入的亞布德拉和傑特用卑鄙的手段給暗算戰敗。得知利克王還活著時，返回其身邊保護，待在台地期間負責護利克王等人，阻止追兵干擾遠程狙擊多佛朗明哥旗下特別幹部砂糖的騙人布。在魯夫击败多佛朗明哥后受利克王委托将協助魯夫等人對抗唐吉訶德家族的竞技场参赛选手转移至王宫休整。
名字取自于曾追随玄奘的胡人石磐陀。

### 鬥牛鬥技場
多雷斯羅薩的大型鬥技場，平時都是劍鬥士的武鬥賽，偶爾也會舉行大型的比賽，由於比賽內容太過於血腥暴力，兒童被禁止入內觀看，場外皆有名為「雷兵隊」的玩具士兵鎮守。此處為唐吉訶德家族所擁有，他們訂下的獨斷法律，使得即使場內發生重大犯罪事件海軍及警察皆無法可管。選手們可在戰鬥準備室挑選自己需要的裝備，但要是裝備超過特定重量，管理人員會出面勸導選手取下多餘的裝備，直到符合規定標準為止。
倘若參賽者違反比賽規則，例如選手在開賽前因私人恩怨的械鬥，或是發表過激言論，將會被管理人員取消參賽資格並強制驅離鬥技場。此處安置著傳說的鬥劍士「居魯士」的銘文銅像，環繞在鬥技場地附近的水池，棲息著兇猛的鬥魚群，選手們只要在戰鬥其間不慎落入水池，就算淘汰出局，而且還會面臨鬥魚群的追殺。

#### 實況員
加茲（Gatz）
聲優：武虎（日本）；符爽（台灣）
生日：8月26日。
鬥牛鬥技場的實況員，配戴斑點頭盔的男子，雖然在比賽期間擔任實況轉播，卻會在自己偏好的選手被擊敗時做出激動的發言，連在旁共事的播報員都得經常出面勸阻他的行為。
在魯夫等人和競技場選手對抗多佛朗明哥的期間，幫助魯夫爭取恢復使用霸氣所需的10分鐘的時間，並且於多佛朗明哥欲對碧歐菈和蕾貝卡痛下殺手之際，為引開其注意力刻意放聲廣播打倒多佛朗明哥，遭多佛朗明哥能力重創成傷，事後用盡全身力氣透過電話蟲，向多雷斯羅薩群眾宣布魯夫戰勝的捷報。於上將藤虎準備捉拿草帽海賊團時號召民眾至港口集合，令藤虎無法於港口動用能力作戰，令草帽海賊團順利離開多雷斯羅薩。

#### 參賽者
在魯夫等人上島後舉辦的競賽是因多佛朗明哥拿出已故的「火拳」艾斯所重生的「燒燒果實」當作優勝獎勵，引來各方勢力參加競賽，參加人數計有556人，共分成ABCD四組，由這四組當中四個人脫穎而出爭奪「燒燒果實」。
A區參賽者
Mr.斯托亞（吉札士·伯吉斯）【A區勝者】
B區參賽者
巴特洛馬【B區勝者】
貝拉密
哈克
利奇（利克·德爾多三世）
譚克·勒潘陀
伊力薩貝羅二世
達伽瑪
布爾吉利
亞布德拉
傑特
帽男（梅納德）【未參賽】
C區參賽者
魯西（魯夫／薩波）【C區勝者】
青椒
雜菜
阿葡
伊迪歐
哈爾汀
凱利·放克（Kelly Funk）
聲優：菊池正美（日本）；宋克軍→孫中台→符爽（台灣）
年齡：36歲，生日：12月9日，身高：168公分，星座：射手座，血型：X型，出身地：偉大航路「魔伽羅王國」，喜歡的食物：一大杯生雞蛋。
摩伽羅王國的殺手兄弟，左肩與胸膛刺有星型刺青，配戴拳套的男性。懸賞金額：5,700萬貝里。
超人系「夾克果實」能力者，凱利利用弟弟鮑比的魁梧身材來合體，並加強實力來打敗對手。
參加爭奪「燒燒果實」競賽的C區參賽者，雖然兩人在合體後擊敗阿葡，但後被雜菜的一腳擊倒。事後和其餘戰敗選手們被變成玩具，後因為SOP作戰計畫成功而恢復原狀，後與弟弟為合體狀態，企圖欺骗鲁夫使它中计受困，想得到多佛朗明哥開出的賞金，但後被突然出現的多佛朗明哥分身殺害。
名字取自于放克音乐。
鮑比·放克（Bobby Funk）
聲優：乃村健次（日本）；符爽（台灣）
年齡：33歲，生日：2月19日，身高：320公分，星座：水瓶座，血型：X型，出身地：偉大航路「魔伽羅王國」，喜歡的食物：菲力牛排。
摩伽羅王國的殺手兄弟，是個頭魁梧，頭髮和鬍鬚個別綁成兩束辮，右頸刺著螺紋與閃電刺青的壯漢。懸賞金額：3,600萬貝里。
參加爭奪「燒燒果實」競賽的C區參賽者，雖然兩人在合體之後擊敗阿葡，但之後被雜菜一腳擊倒。事後和其餘戰敗選手們被變成玩具，後因為SOP作戰計畫成功而恢復原狀，後與哥哥為合體狀態，後被突然出現的多佛朗明哥分身殺害。
名字取自于放克音乐。
野盜約翰（Jean Ango）
聲優：間宮康弘（日本）；宋克軍／孟慶府〈SP薩波篇〉（台灣）
生日：8月14日。賞金獵人，頭戴墨西哥風格的高帽，眼部以下的面孔被面罩遮蓋的男子。
參加爭奪「燒燒果實」競賽的C區參賽者，在戰鬥中在賽場白撿到不少好兵器，在比賽中搶走魯西的頭盔並對他猛攻，得知草帽小子偷偷混進大會，先前他解決掉從「推進城」逃獄人，誓言要把以魯夫為首的推進城越獄小隊及Level6的犯人全部都捉回去領賞金，但他的攻擊都誤擊青椒，隨後被青椒秒殺。
哞西（Ushi）
聲優：服卷浩司（日本）；符爽（台灣）
生日：4月21日。鬥牛鬥技場的鬥技場死神「殺人牛」，被稱為殘忍無情牛，曾將21名死刑犯送入地獄。
參加爭奪「燒燒果實」競賽的C區參賽者，混戰中被魯夫馴服，因此成為魯夫的坐騎，不料因意外而刺到哈爾汀的腳，被哈爾汀認為是在挑釁而被盾牌重壓失去意識。脫困後和其餘參賽選手協助魯夫等人對抗唐吉訶德家族。
D區參賽者
蕾貝卡【D區勝者】
卡文迪許
蘇萊曼
歐隆拜斯
羅琳·羅根（Rolling Logan）
聲優：楠大典、服卷浩司〈第729話〉（日本）；孫中台（台灣）
馬吉阿茲卡王國軍隊指揮官。留著黑長捲髮，塗著厚重唇彩的男子。力大無窮，將對手的四肢都折斷、握力超過500公斤，擅長使用摔角招式。
參加爭奪「燒燒果實」競賽的D區參賽者，最後被卡文迪許的第二人格「白馬」打敗；動畫版則為被蕾貝卡及艾奇莉亞聯手打敗。事後和其餘戰敗選手們被變成玩具，後因為SOP作戰計畫成功而恢復原狀，想得到多佛朗明哥開出的賞金，而追殺魯夫等人，但知道多佛朗明哥的鳥籠奸計，轉而幫助魯夫爭取恢復霸氣的時間。
穆乃伊（Mummy）
聲優：高塚正也（日本）；宋克軍（台灣）
外號「咒術師」，戴巫毒風格的衣裝，面有皺紋的厚嘴唇男子，具有詭異的咒術能力。
參加爭奪「燒燒果實」競賽的D區參賽者，最後被卡文迪許的第二人格「白馬」打敗。事後和其餘戰敗選手們被變成玩具，後因為SOP作戰計畫成功而恢復原狀，想得到多佛朗明哥開出的賞金，而追殺魯夫等人，但知道多佛朗明哥的鳥籠奸計，轉而幫助魯夫爭取恢復霸氣的時間。
名字取自于古埃及的木乃伊。
大馬士革（Damask）
聲優：宮崎寬務（日本）；孫中台（台灣）
外號「縱火魔」，穿着空手道衣服，神情冷漠的男子，配戴嘴部呈現圓型的鐵面罩，圓型的鐵面罩具有噴火能力。
參加爭奪「燒燒果實」競賽的D區參賽者，最後被卡文迪許的第二人格「白馬」打敗。事後和其餘戰敗選手們被變成玩具，後因為SOP作戰計畫成功而恢復原狀，想得到多佛朗明哥開出的賞金，而追殺魯夫等人，但知道多佛朗明哥的鳥籠奸計，轉而幫助魯夫爭取恢復霸氣的時間。
名字取自于叙利亚的首都大马士革。
梅多茲（Meadows）
聲：荒井聰太（日本）；符爽（台灣）
劍鬥士，披戴豹毛皮，留著鯰魚般鬍鬚的男子。
參加爭奪「燒燒果實」競賽的D區參賽者，最後被卡文迪許的第二人格「白馬」打敗。事後和其餘戰敗選手們被變成玩具，後因為SOP作戰計畫成功而恢復原狀，想得到多佛朗明哥開出的賞金，而追殺魯夫等人，但知道多佛朗明哥的鳥籠奸計，轉而幫助魯夫爭取恢復霸氣的時間。
艾奇利亞（Acilia）
聲優：齊藤貴美子（日本）；詹雅菁（台灣）
鬥牛角鬥場劍鬥士，笑容滿面的扁臉女性，非常的照顧蕾貝卡。
參加爭奪「燒燒果實」競賽的D區參賽者，最後被卡文迪許的第二人格「白馬」打敗；動畫版則為，與蕾貝卡聯手打敗羅琳·羅根，最後保護蕾貝卡而被蘇萊曼打敗。
亞裘（Agyo）
聲優：宮崎寬務（日本）；符爽（台灣）
生日：4月21日。白色獅子，鬥牛鬥技場的「鬥獅子」。
參加爭奪「燒燒果實」競賽的D區參賽者，最後被歐隆拜斯打敗。
賈爾多亞（Gardoa）
聲優：柿原徹也（日本）；孫中台（台灣）
動畫原創人物，僅於654集登場。外號「美麗的賞金獵人」，面容俊秀的短髮男子。使用武器為金色刀刃的戟，自稱持有的武器是自己成功追捕多名海賊後，再用他們的懸賞金添購閃亮材質打造而成的勛章。
參加爭奪「燒燒果實」競賽的參賽者，D區選手，開賽後立刻將擁有高額懸賞金的卡文迪許鎖定為目標，試圖攻擊但瞬即被卡文迪許將武器砍成數段而倒地敗北。
其他參賽者
甘比亞
斯巴達恩（Spartan）
聲優：間宮康弘（日本）；符爽（台灣）
鬥牛角鬥場的明星劍鬥士，月大會冠軍51次。雖然是被看好的熱門人物，性情卻十分跋扈囂張，經常在私底下做出欺負其他選手的行為。
參加爭奪「燒燒果實」競賽的參賽者，賽前認為魯西報名參加比賽是看不起神聖的大賽，打算給他個下馬威卻反被一擊擊倒，結果尚未出賽就已經出局。
名字取自于古罗马的起义军领袖斯巴达克斯。

### 國民
艾斯坦（Esta）
聲優：齊藤佑圭（日本）；許淑嬪（台灣）
多雷斯羅薩王國國民，居住在港口城市相思大街的女性。
米羅（Milo）
聲優：増谷康紀（日本）；宋克軍／陳彥鈞〈SP薩波篇〉（台灣）
多雷斯羅薩王國國民，居住在港口城市相思大街的男性。被變成玩具的原國民。
雅列裘·甘蜜（Aremo Ganmi）
多雷斯羅薩王國國民，是一位大小姐。
穆卡西米·塔瓦（Mukkashimi Tower）
聲優：不詳（日本）；宋克軍（台灣）
多雷斯羅薩王國國民，喜歡觀看鬥技廠比賽的老人，56歲。
特加塔·林加納（Tegata Ringana）
聲優：麻生智久（日本）；宋克軍（台灣）
多雷斯羅薩王國的醫生。
辛·德塔瑪璐卡（Shin Detamaruka）
聲優：鈴木玲子（日本）；許淑嬪（台灣）
多雷斯羅薩王國國民，是一位老婆婆。
辛·佳伊亞（Shin Jaiya）
聲優：下地紫野（日本）；詹雅菁（台灣）
多雷斯羅薩王國國民，是一位少女。

## 迴響
2014年夏天「ONE PIECE展」在台灣舉行時，設有首度公開的「多雷斯羅薩的『光明與黑暗』」展區。